# نشان ملی جمهوری چک

نشان کوچک

نشان ملی جمهوری چک (به چکی: Státní znak České republiky) نمایان‌گر سه منطقه تاریخی است که کشور چک امروزی را تشکیل داده‌اند.
نشان بوهم یک شیر نقره‌ای با دو دُم را بر روی پس‌زمینه‌ای سرخ‌رنگ نشان می‌دهد. این شکل در بخش سمت راست پایین نشان نیز تکرار شده‌است. در بخش مربوط به موراوی، عقاب شطرنجی سرخ و نقره‌ای بر روی زمینه آبی نقش بسته‌است. نشان سیلزی چک یک عقاب سیاه با تصویری معروف به «ساقه شبدر» بر سینه‌اش بر روی یک زمینه طلایی است، هرچند که امروزه فقط بخشی کوچکی از سیلزی واقع در جنوب شرقی این منطقه تاریخی به جمهوری چک تعلق دارد. شیرها و عقاب‌های نقش‌بسته بر روی سپر همگی تاجی طلایی بر سر دارند.
این نشان سپری‌شکل به‌عنوان نشان تیم‌های ملی فوتبال و هاکی روی یخ جمهوری چک نیز به‌کار می‌رود.
جمهوری چک از سال ۱۹۹۰ استفاده از دو علامت نشان کوچک و نشان ملی بزرگ را آغاز کرد. شکل کنونی این دو نشان در بند شماره ۳ / ۱۹۹۳ از قانون اساسی جمهوری چک تعیین و در ۱۷ دسامبر ۱۹۹۲ مورد تصویب قرار گرفت. نشان کوچک یکی از نمادهای کشوری جمهوری چک است.

## نگارخانه